# زسلاخ
شهر زسلاخ (به آلمانی: Seßlach) در ایالت بایرن در کشور آلمان واقع شده‌است.